# 波爾塔爾區

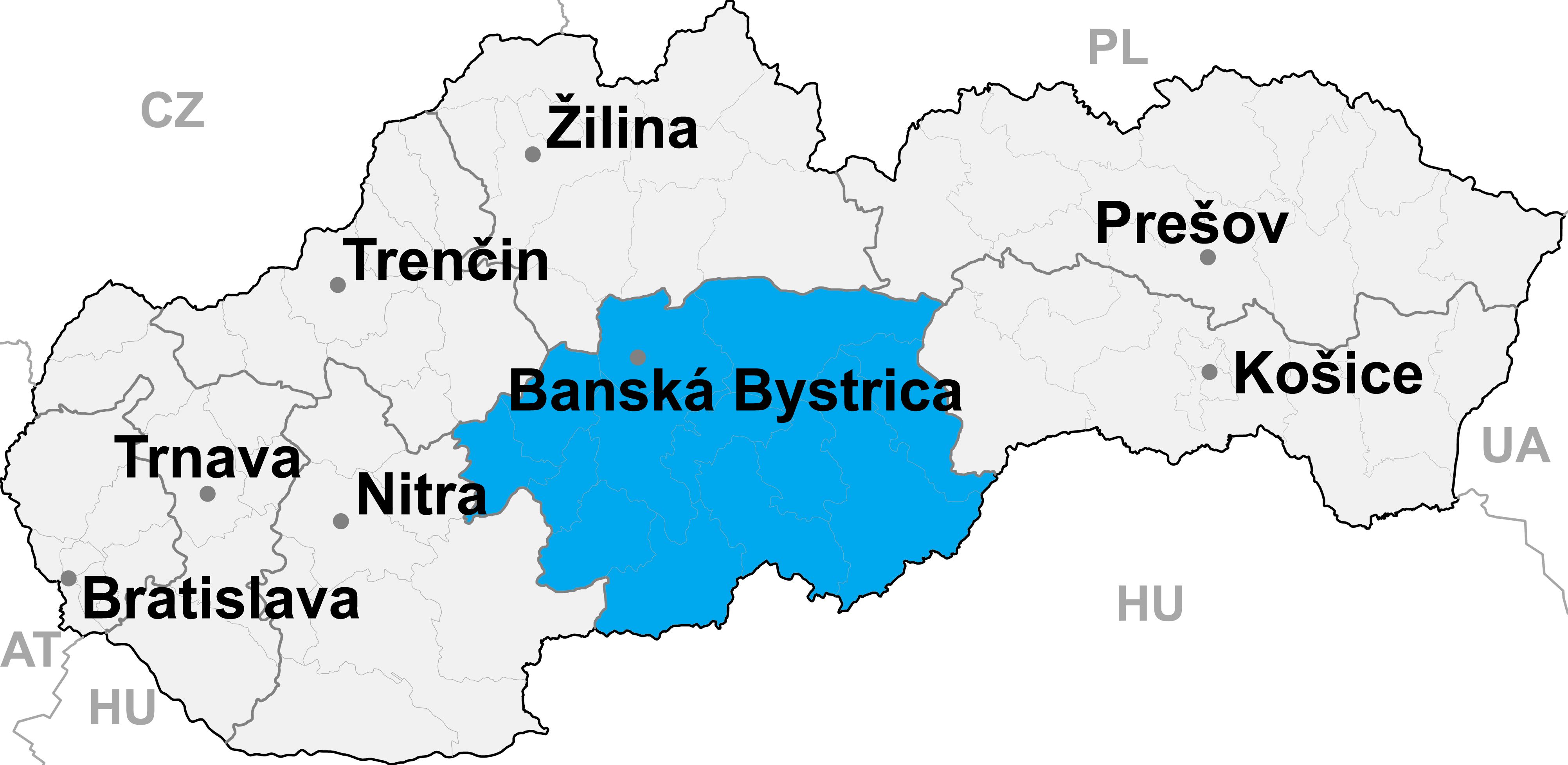

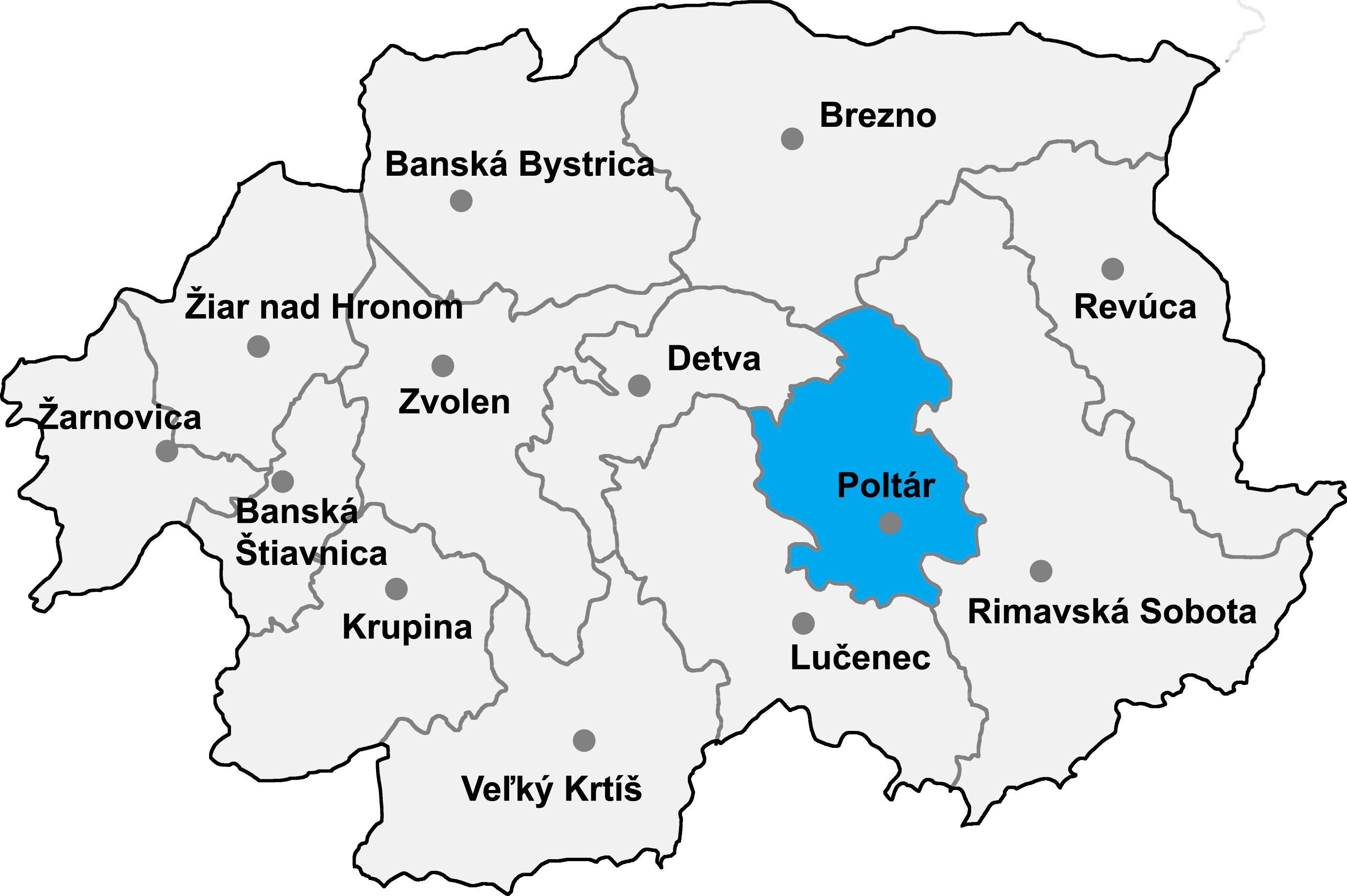

48°25′56″N 19°47′36″E / 48.43222°N 19.79333°E
波爾塔爾區是斯洛伐克的一個區，位於該國中部，由班斯卡-比斯特里察州負責管轄，面積505平方公里，2001年該區人口23,594，人口密度每平方公里47人。